# Scrancia elanus
Scrancia elanus är en fjärilsart som beskrevs av Sergius G. Kiriakoff 1971. Scrancia elanus ingår i släktet Scrancia och familjen tandspinnare. Inga underarter finns listade.